# Koszmosz–419
Koszmosz–419 (oroszul: Космос 419) Koszmosz műhold, a szovjet műszeres műhold-sorozat tagja. Mars szonda.

## Küldetés
Repülés közben a kozmikus sugárzás, a napszél, a bolygóközi mágneses tér és a meteoráramok tanulmányozása, közelrepülés közben fotók és televíziós felvételek készítése.

## Jellemzői
A szondát az NPO Lavocskin tervezőiroda fejlesztette ki és építette meg. Üzemeltetője a Honvédelmi Minisztérium (Министерство обороны – MO).
Megnevezései: Koszmosz–419; Космос 419; COSPAR: 1971-042A. Kódszáma: 5221.
1971. május 10-én a Bajkonuri űrrepülőtérről, az LC–81/23 (LC–Launch Complex) jelű indítóállványról egy Proto –K/D (GRAU-kódja: 8К82К) típusú hordozórakétával juttatták alacsony Föld körüli pályára (LEO = Low-Earth Orbit). Rakétatechnikai hiba következtében nem tudta elérni a 2. kozmikus sebességet, nem tudott a Mars felé haladó pályára állni. Programját a Marsz–2 teljesítette.
Az orbitális egység pályája 87,70 perces, 51,5 fokos hajlásszögű, elliptikus pálya-perigeuma 134 kilométer, apogeuma 187 kilométer volt.
1971. május 12-én, 2 nap után földi parancsra belépett a légkörbe és megsemmisült.